# Tambú

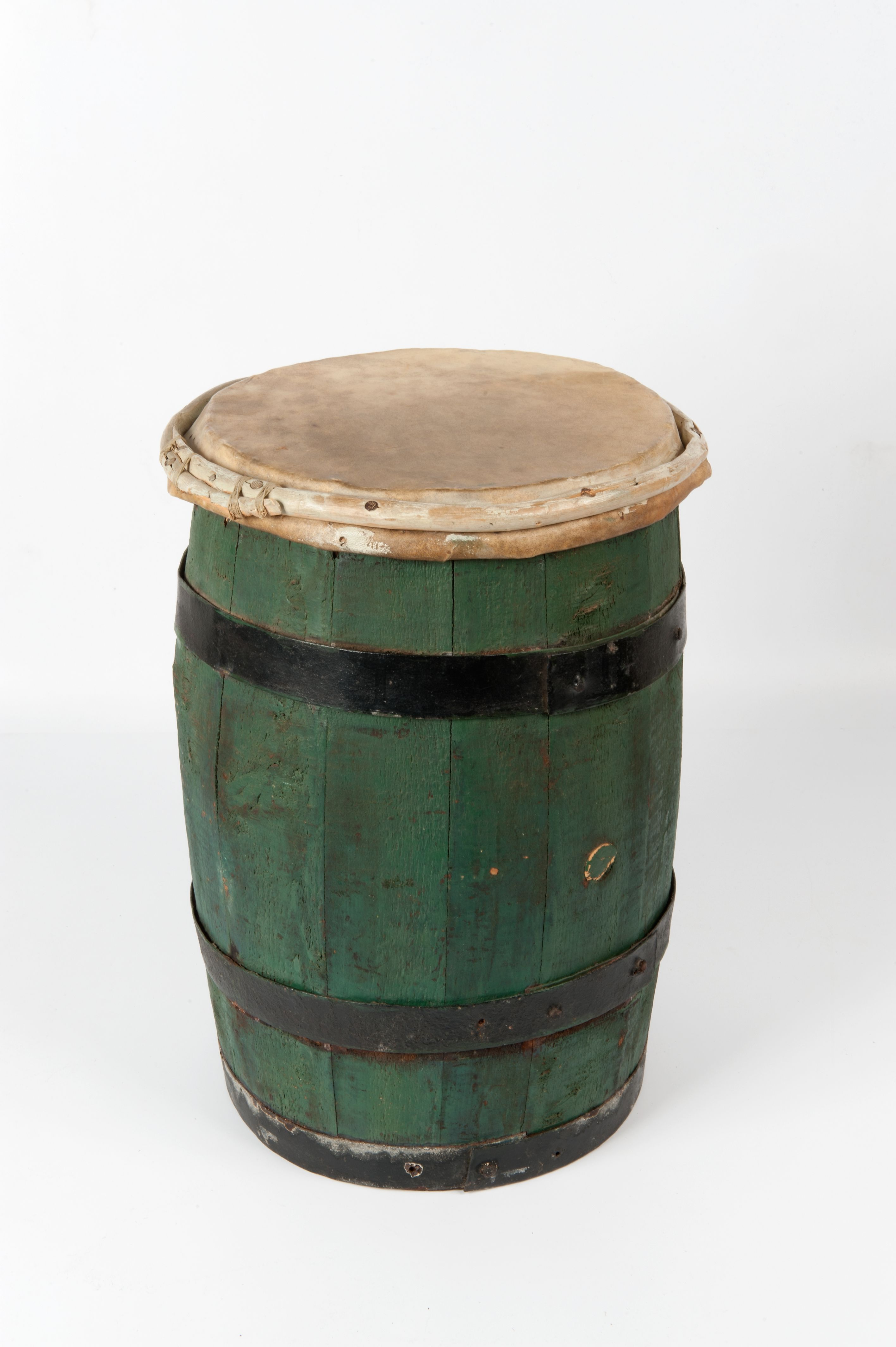
Collectie Nationaal Museum van Wereldculturen Trom Nederlandse Antillen (1900-1950)

Tambú is zowel een muzikaal genre als een dans die voornamelijk op Curaçao voorkomen, maar ook op Aruba en Bonaire.
De muziek kent slechts twee instrumenten: de eenvellige trom, de tambú, en een ijzeren idiofoon, de heru. Verder zijn handgeklap (bati man) en hielgestamp belangrijk. De zang werd vroeger grotendeels door een vrouw voor haar rekening genomen. Tegenwoordig ondersteunt de muziek de zang. De tambú spreekt kritisch over de samenleving, waarbij ironie en dubbelzinnigheid een belangrijke plaats innemen. Tambú ontwikkelde zich op de plantages; het was een geheimtaal van de slaven waarin zij met elkaar konden communiceren zonder dat de shon [eigenaar] begreep waar het over ging. Dubbelzinnigheid in de taal was daarbij van groot belang. Nog altijd wordt in de tambú in de dagen voor de jaarwisseling het afgelopen jaar doorgenomen. Het vergt echter goed opletten om te horen en te begrijpen wat er aan de kaak wordt gesteld.
Enkele van de bekendste tambúgroepen op Curaçao zijn Zojojo i su grupo en Grupo Trichera. In november 2016 is tambu toegevoegd aan de Inventaris Immaterieel Cultureel Erfgoed Nederland.

## Woordbetekenissen
Het woord tambú heeft verschillende betekenissen: trom of veltrom, feest (een evenement waarbij tambúmuziek wordt gespeeld), de muzieksoort of het genre en de dans (een bekkendans).

## Geschiedenis
Tambú is terug te voeren op Afrikaanse muziek en dans, maar is in zijn huidige bestaansvorm een Curaçaose creatie. In de 17e eeuw brachten tot slaaf gemaakte Afrikanen dit gebruik mee naar Curaçao. Slaven afkomstig uit Curaçao hebben de tambúmuziek meegenomen naar Bonaire, Aruba, Coro (Venezuela) en Puerto Rico.
In de slaventijd werden aan slaven verschillende regels opgelegd, zoals bijvoorbeeld samenscholingsverboden, een verbod op vuurwerk, verbod op de traditionele sint-jansviering (met openbare vuren) en een verbod om met vlaggen en muziek op straat te komen. Ook na de slavenemancipatie waren dit soort verboden grotendeels nog van kracht. De bestuurders gaven hier als verklaring de handhaving van de openbare orde, rust en veiligheid voor.
Na de afschaffing van de slavernij gaf de overheid domeingronden in huur aan ex-slaven. Hieraan waren echter wel voorwaarden verbonden, onder andere het verbod op het toelaten van tambúdansen op de huurgrond. Later, in 1936, kwam er een officieel, algeheel verbod op de tambúdans. Uiteraard werd er nog wel tambú gespeeld en gedanst, veelal stiekem. In 1952 werd het verbod opgeheven. Op Curaçao en op Aruba, waar het overigens ook officieel verboden was, is tambú nog steeds belangrijk. Op Bonaire komt de dans praktisch niet meer voor.
Tambú ging in tegen de geest van de evangelisatie. De dans zou van de duivel zijn en werd daarom kerkelijk verboden. De redenen hiertoe waren: handhaving van de openbare orde, behoud van de zedelijkheid (tambú zou vulgair en zedenkwetsend zijn) en het bijwonen van kerkdiensten (tambúzangers zouden de kerkdiensten nooit bezoeken en anderen hier ook van weerhouden).

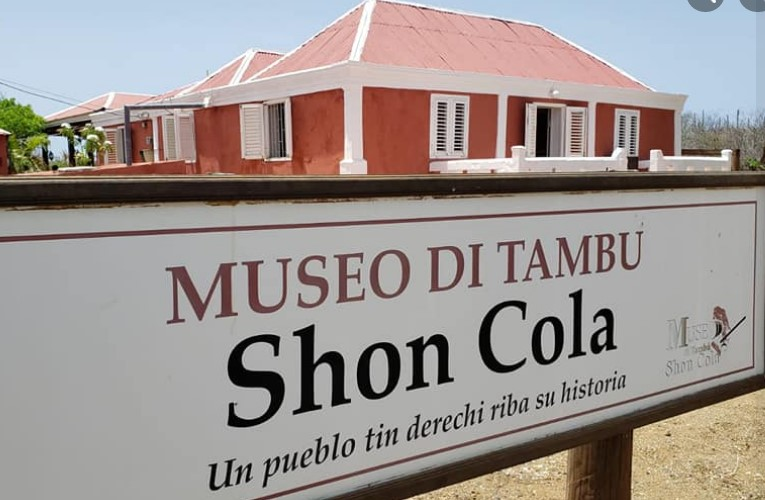
Museo di Tambú Shon Cola, Willemstad

Al vanaf de vestiging van de rooms-katholieke kerk in de tweede helft van de negentiende eeuw traden pastoors hardhandig op tegen groepen die tambú speelden, door er met zwepen op los te slaan en de muziekinstrumenten te vernielen. Later werden er ook andere methoden toegepast om de tambú uit te roeien. Zo werden mensen die een tambúfeest hadden bijgewoond of nog erger, er hadden gespeeld of gedanst, niet meer toegelaten tot de kerkdiensten.
Voor de volksklasse fungeerde de tambú als uitlaatklep die energie en emoties kanaliseerde. Het vormde een eigen, sociaal-kritisch narratief over misstanden en onrechtvaardigheden. Tot op de dag van vandaag worden Tambú-liederen in het papiaments gezongen en dient het deze functie(s).

## Functies
Functies die met tambúliederen gediend kunnen worden zijn:
- Protest, maatschappijkritiek
- Journaalaspect (verslag van alledaagse gebeurtenissen)
- Emotionele uiting
- Genot, vermaak
- Sociale controle (vergrijpen worden bezongen)
- Naleving religieuze riten

## Verwante muziek
De Arubaanse dande die tegen het eind van het jaar op Aruba gespeeld wordt is nauw verwant met de tambú.
Op Puerto Rico is de muziek geëvolueerd tot wat tegenwoordig bomba holandesa wordt genoemd.
De tumba die op Aruba, Bonaire en Curaçao populair is, is eveneens verwant met de tambú.

## Meer lezen
- Broek, Aart G. (red.) (2006), De kleur van mijn eiland : Ideologie en schrijven in het Papiamentu sinds 1863 / I Geschiedschrijving, Leiden: KITLV uitgeverij
- Broek, Aart G.; Joubert, Sidney M.; Berry-Haseth, Lucille (reds.) (2006), De kleur van mijn eiland : Ideologie en schrijven in het Papiamentu sinds 1863 / II Antologie, Leiden: KITLV uitgeverij